# Abd al-Aziz Dżarad
Abd al-Aziz Dżarad (arab. ‏عبد العزيز جراد‎, ʿAbd al-ʿAzīz Ǧarād; fr. Abdelaziz Djerad; ur. 12 lutego 1954) – polityk algierski.

## Życiorys
Ukończył studia na Uniwersytecie Nanterre w Paryżu. Pracował jako wykładowca nauk politycznych na uniwersytecie w Algierze, publikując kilka książek. Od 28 grudnia 2019 premier Algierii, którego to dnia został zaprzysiężony również jego rząd do 30 czerwca 2021.